# Jean-François de Saint-Lambert
Jean-François de Saint-Lambert, född den 26 december 1716 i Nancy, död den 9 februari 1803 nära Paris, var en fransk skald.
de Saint-Lambert, som ursprungligen var militär samt kammarherre vid förre polske kungen Stanislaus hov i Lunéville, väckte tidigt uppseende även genom sina poesier. År 1748 vann han Voltaires väninnas, madame du Châtelets, kärlek; hon dog följande år i barnsäng. Sex år senare ingick han en förbindelse med madame d'Houdetot, som Jean-Jacques Rousseau under tiden svärmade för, och den varade till hans död. (Madame d'Houdetot överlevde honom till 1813.) Sedan han 1756–1757 deltagit i Sjuåriga kriget, ägnade han sig uteslutande åt skriftställeri. Hans tidigaste dikter hade varit religiösa, men sedan blev han en ivrig upplysningsvän. Hans bästa poem är kanske de, som utkom under titeln Recueil de poésies, men hans berömmelse vilar på den beskrivande landskapsdikten Les saisons (1766), en tämligen matt efterlikning av Thomsons Seasons. Den föranledde hans inval i Franska akademien 1770. Hans författarskap antog en alltmera filosofisk inriktning under inflytande från encyklopedisterna, särskilt Holbach och Helvétius, som han stod nära. Det var i den andan, som han författade sitt försök till en handbok i naturlig moral: Catéchisme universel eller Principes des moeurs chez toutes les nations (1798). Hans Oeuvres philosophiques, vari denna katekes ingår, utkom 1790.